# 北山摩崖造像
北山摩崖造像位于重庆市大足县城北1.5公里的北山（俗称佛湾，隶属于龙岗街道）。北山摩崖造像长约三百多米，是世界文化遗产——大足石刻的重要组成部分。1961年入选第一批全国重点文物保护单位，1999年大足石刻被列为世界文化遗产。

## 历史
北山古名龙岗山，唐末昌州刺史、昌普渝合四州都指挥韦君靖于唐景福元年（892年）在新建“永昌寨”，首先开凿石刻，在五代十国时期营造佛像不断，至南宋绍兴十六年（1146年）基本建成，历时250多年，共计370龛窟，造像近万躯。
1956年8月16日公佈為四川省第一批歷史及革命文物保護單位。1961年3月4日列為第一批全國重點文物保護單位（包括佛灣、觀音坡、佛耳峰、營盤山）。1980年7月7日重新公佈為四川省第一批文物保護單位。2000年9月7日列為第一批重慶市文物保護單位。

## 石刻分布

### 佛湾造像
北山佛湾成眉月形，座东面西，岩面长460米，高7米，分为南北两段，1952年县文管所编排290号，其中以1~100号为南段，101~290号为北段，共有雕像264号，现存碑碣7通，唐宋造像记45则，浮雕经幢8座，线雕壁画1幅，造像7000余躯，有佛、菩萨、罗汉、金刚、经变相和人物造像6类，多俊俏秀美，令人叹为观止。共包含晚唐、前蜀与后蜀、宋代、明代4个时期，造像题材中密宗约占三分之一，兼有净土宗、三阶教、禅宗，观音造像比重较大，其中宋代造像中观音占一半以上。考古学家阎文儒盛赞此处晚唐五代造像“足称誉于全国”。
知名的龛窟有第5号毗沙门天王窟、第9号千手观音窟、第125号数珠手观音龛（媚态观音）、第136号转经轮藏窟、第155号孔雀明王窟、第176号弥勒下生经变相龛、第245号观无量寿佛经变相窟、第279号东方药师琉璃光佛龛、第281号东方药师琉璃光佛龛等。其中第136号转经轮藏窟因其动静、刚柔、条块、浓淡的对比，有“宋刻代表作”、“我国宋代石刻的精华和代表”、“艺术皇冠上的明珠”、“东方石窟艺术宫阙”的美号。

### 观音坡造像
观音坡，又名观音岩，在佛湾以西一公里，造像岩面长34米，高6米，坐北朝南，共42龛，主要镌造于前蜀、后蜀及宋代。造像题材主要有地藏菩萨与引路王菩萨、如意轮观音、千手观音等。

### 佛耳岩造像
佛耳岩（第一批全国重点文物保护单位名单的名称是佛耳峰，第一批重庆市文物保护单位名单的名称是佛耳崖），又名赶场坡，南宋绍兴年间向洋妻墓志铭称“延恩寺”，在佛湾西南1.5公里，造像岩面长33米，高17米，坐西朝东，共25号（共26龛，另有空龛1龛），现存造像233身。多为五代石刻，宋代有增刻。主要有观音、地藏和龛、千手观音、药师变、单观音、双观音、天王、佛像等题材，近年也有出土宋代风格的圆雕石刻。代表龛窟有第10号天王龛、第12号药师佛龛、第19号佛、道龛。

### 营盘坡造像
营盘坡，又名菩萨岩，相传韦君靖曾驻兵于此，因而得名。位于佛湾东面2公里，造像岩壁长25米，高15米，有晚唐、五代、宋代镌刻。现造像与碑刻通编为17龛号，有像180余身，造像题材有千手观音、水月观音、华严三圣、阿弥陀佛与观音地藏、瑞相佛等，主要龛窟有第4号阿弥陀佛观音地藏龛、第5号释迦佛龛、第10号千手观音龛。

### 北塔坡造像
北塔坡，位于佛湾西南500米，山顶所建多宝塔因位于县城正北，俗称北塔，坡以塔名。除多宝塔外另有石刻造像两处：
- 北塔寺，位于多宝塔北侧20米，清康熙十六年（1677年）重建，文革中被拆毁。寺内现存圆雕石刻3身，寺后有八角水池，内刻石龙1身；
- 多宝塔岩下石刻，多宝塔南侧3米悬崖处刻有双佛像，面南背壁，坐身高9.64米，肩宽3.98米，宋刻，后人补修。塔南40米有一观音龛，明代风格。塔南100米“一碗水”处，有明代重刻观音1龛。塔东南150米处岩壁有刻尊胜幢1座，刻清人曾志敏[註 1]楷书“海棠香国”4字，字径1.8米。